# 奧澤里亞夫基湖
56°11′48″N 28°28′56″E / 56.19667°N 28.48222°E
奧澤里亞夫基湖（俄语：Озерявки），是俄羅斯的湖泊，位於該國西北部，由普斯科夫州負責管轄，處於謝別日區，面積1.0平方公里，集水區面積301.5平方公里，平均水深2.5米，最大水深6.5米。